# Protohelius
Protohelius is een geslacht van steltmuggen (Limoniidae). Het geslacht telt zeven soorten en komt voor in Venezuela, Ecuador, China, India en Taiwan.

## Soorten
- Protohelius cisatlanticus
- Protohelius issikii
- Protohelius khasicus
- Protohelius nigricolor
- Protohelius nilgiricus
- Protohelius tinkhami
- Protohelius venezolanus